# Fortunato Sordillo
Fortunato F. Sordillo (Mentifalione bij Napels, 4 juli 1885 – Brighton (Massachusetts), 21 december 1952) was een Italiaans-Amerikaans componist, dirigent, trombonist en eufoniumspeler.

## Levensloop
Sordillo vertrok in 1898 naar Boston, Massachusetts, waar hij muziek studeerde onder andere bij de bekende trombonist Ripley. Later studeerde hij eufonium bij Arthur Pryor en Herbert L. Clarke. Daarnaast speelde hij in de Arthur-Pryor-Band, de Conway-Band en de Stewart-Band in Boston eufonium en trombone. Van 1912 tot 1914 was hij als eufonium-speler lid van de John Philip Sousa Band. Hij speelde ook trombone in het Savage Opera Company Orchestra en de Boston Opera Company zoals voor een bepaalde tijd ook in het Boston Symphony Orchestra. 
In 1917 publiceerde hij zijn Methode voor koper-instrumenten, die in de Verenigde Staten een veel gevraagde methode was. Later was hij muziekpedagoog in middelbare scholen en High-Schools. Sordillo was dirigent van onder andere het All-School Symphony Orchestra in Boston. In 1934 was hij de eerste dirigent van het opgerichte harmonieorkest van de Boston Consolidated Gas Company. 
Als componist schreef hij vooral werken voor harmonieorkest.

## Composities

### Werken voor harmonieorkest
- Boston High School Cadets, mars
- Our Governor, mars
- Spirit of America, mars
- Spirit of Youth, ouverture

### Kamermuziek
- Tremelo, voor eufonium solo en piano

## Publicaties
- Susan T. Canfield: Masters of Our Day by Lazare Saminsky, Isadore Freed, in: Music Educators Journal, Vol. 22, No. 5 (Mar., 1936), pp. 74+76-77
- W. Otto Miessner: Absolute and Relative Tonal Systems, in: Music Educators Journal, Vol. 24, No. 4 (Feb., 1938), pp. 15+66-70